# 임꺽정 (소설)
《임꺽정》(林巨正)은 홍명희의 장편소설로서 조선 명종 때의 의적 임거정을 주인공으로 한 작품이다. 

## 개요
《임꺽정전》이란 제목으로 1928년 11월 21일~1939년 3월 11일 《조선일보》에 연재되고 1940년 《조광》 10월에도 발표되었으나 미완으로 끝났다. 조선시대 최대의 화적패였던 임꺽정부대의 활동상을 그린 역사소설이다. 
일제강점기 때 제작된 가장 방대한 규모의 대하장편역사소설로 봉단편·피장편·양반편·의형제편·화적편 등 5편으로 구성되었다. 봉단편·피장편·양반편에서는 화적패가 출몰하지 않을 수 없는 당시의 혼란상을 폭넓게 그려나가면서, 임꺽정의 일생을 중심으로 하여 그와 연관된 이봉학·박유복·배돌석·황천왕동이·곽오주·길막동이·서림 등 여러 인물들의 이력이 꼬리에 꼬리를 물고 이어진다. 그리고 의형제편은 여러 지역에 흩어져 살던 사람들이 특정한 계기를 통해 마침내 의형제가 되어 청석골에서 조직을 이루기까지의 과정을 담고 있다. 화적편은 그 후 이 집단이 벌이는 일련의 활동상이 그려져 있다. 
'살아 있는 최고의 우리말사전'이라 일컬어질 정도로 토속어 구사가 뛰어나며, 근대 서구소설적 문체가 아닌 이야기식 문체를 통해 박람강기(博覽强記)의 재사인 작가가 구연하는 한 판의 길고긴 이야기이다. 18, 19세기에 융성했던 야담(野談)과 민간풍속·전래설화·민간속담 등을 풍부하게 살렸다. 

## 줄거리
벽초의 <임꺽정>은 식민지 시대에 발표된 역사소설 중 가장 규모가 큰 대하 장편 역사소설이다. 
이 작품은 한국 근대 역사소설의 초창기에 해당하는 1928년부터 조선일보에 연재된 이후, 몇 차례나 연재 중단을 거듭하다가 1940년 조선일보가 폐간되자 [조광]지로 발표지면을 옮겼으나, 결국은 완결되지 못하고 말았다. 따라서 <임꺽정>은 미완성 작이기는 하나, 이미 발표된 것만도 원고지 13,000매 이상 되는 방대한 양이며 미완성 부분은 전체의 10분의 1정도라 추측되므로 이를 제외하고도 충분히 그 전체적인 윤곽을 파악할 수 있는 상태이다.
신문 연재 당시의 순서에 의하면 이 작품은 봉단편, 피장편, 양반편, 의형제편, 화적편의 다섯 편으로 구성되어 있다. 
봉단편은 임꺽정이 태어나기 이전의 시기를 배경으로 하고 있다. 연산조 때 유배당한 홍문관 교리 이장곤은 배소를 탈출한 후, 신분을 숨긴 채 함흥 고리백정의 사위가 되어, 아내 봉단과 금슬 좋은 부부생활을 하게 된다. 그러던 중 중종반정이 일어나자 상경하여 동부승지로 승진하게 되는 한편, 왕의 특지로 숙부인에 봉함을 받은 봉단을 정실로 맞아들인다. 
본래 학식 있는 백정인 양주팔(봉단의 숙부)은 묘향산 구경을 갔다가 그곳에서 도인 이천년을 만나 천문지리와 음양술수를 전수 받고 돌아온 뒤, 이장곤의 주선으로 재취하여 서울에서 가정을 이루고 소일 삼아 갖바치 일을 하게 된다. 뒤이어 상경한 봉단의 외사촌 임돌이도 양주팔의 주선으로 양주 소백정의 데릴사위가 되어 그곳에 눌러 살게 된다.
피장편에서는 이장곤의 연줄로 대사헌 조광조 등과 교우하게 된 갖바치는 정변을 예견하고 조광조에게 낙향할 것을 권유하나, 망설이고 있던 조광조는 기묘사화를 당해 사사되고 만다. 임돌이의 딸이 갖바치의 아들과 혼인하게 되자, 누이를 따라 상경한 장사 소년 임꺽정은 한 동네에 사는 이봉학, 박유복과 함께 갖바치에게서 글을 배우면서 이들과 의형제를 맺는다. 그러던 중 이봉학은 활쏘기에 비상한 재능을 발휘하게 되고, 박유복은 창던지기의 명수가 되며 임꺽정은 검술을 배워 뛰어난 검객이 된다.
그 뒤 임꺽정은 입산하여 병해대사가 된 갖바치를 따라 각처를 유람하다가 백두산에 사는 운총과 혼인을 맺고 양주로 돌아오며, 병해대사는 죽산 칠장사에게 생불로 추앙을 받으며 지내게 된다.
양반편에서는 중종의 말년에서 명종대에 이르는 양반 사회의 정쟁을 그리고 있다. 중종의 승하 후 즉위한 인종이 일년이 못 되어 의문의 죽음을 맞이한 뒤 이복 동생 경원대군 명종이 즉위하고 대왕대비인 문정왕후가 수렴청정을 하게 되자, 실권을 장악한 외척 윤형원 일파는 을사사화를 일으키는 등 계속 정계에 파란을 초래한다. 한편 중 보우는 불교를 신봉하는 대왕대비의 신임을 빙자하여 불사를 크게 일으키는데, 양주 회임사에서 재를 올리던 그의 앞에 홀연 병해대사가 임꺽정을 거느리고 나타나 꾸짖고 사라진다. 그 사이 장년의 가장의 된 임꺽정은 이봉학으로부터 을묘왜변의 소식을 듣고 함께 출전하고자 하나 백정이라는 신분 때문에 군총으로 뽑히지 못하여 홀로 전장으로 향한 뒤 뛰어난 활솜씨로 군중에서 두각을 나타낸 이봉학이 상관을 구하려다 위기에 빠진 순간, 이들을 구출해주고 사라진다.
의형제편은 단행본으로 3권 분량에 해당하는 방대한 내용으로서 '박유복이', '곽오주', '길막봉이', '황천둥이', '배돌석이', '이봉학이', '서림', '결의'의 8장으로 이루어져 있다. 여기에서는 임꺽정의 휘하에서 두령이 된 주요인물들의 내력과 화적패에의 가담 경위를 다루고 있다. 
제1장 박유복이에서는 박유복의 이야기를 다루고 있다. 장년이 된 박유복이는 부친을 무고하게 죽게 한 노첨지를 살해하여 원수를 갚고 관가에 쫓기던 중, 덕적산 최영장군 사당의 장군 마누라로 뽑힌 최씨 처녀를 만나 인연을 맺고 함께 도주하다가 도둑 오가의 수양딸 내외가 되어 청석골에 눌러 살게 된다.
제2장 곽오주에서는 곽오주의 이야기를 다루고 있다. 청석골 인근 마을의 머슴인 총각 곽오주는 장꾼들을 털던 오가를 때려눕힌 뒤, 보복하려 나온 박유복과 힘자랑을 하다가 화해하고 의형제를 맺게 된다. 그 후 주인집의 주선으로 이웃마을의 젊은 과부에게 장가들었다가 아내가 해산 끝에 죽고 말자 동냥젖으로 아기를 키운다. 그러던 중 배고파 밤새 보채는 아기를 달래다 못해 순간적으로 태질을 쳐죽이고 청석골 화적패에 합류하게 된다.
제3장 길막봉이에서는 길막봉이의 이야기를 다루고 있다. 소금장수인 천하장사 길막봉은 자형을 불구로 만든 청석골 도둑 곽오주를 때려잡아 관가에 넘기려 하나 평소 길막봉과 안면이 있는 임꺽정이 청석골로 와서 이들을 화해시킨다. 다시 소금장수의 길을 나선 길막봉은 안성 처녀 귀련과 정을 통하여 그 집안의 데릴사위가 되나, 장모의 구박으로 처가를 떠나 청석골에 들어오게 된다.
제4장 황천왕동이에서는 황천왕동이의 이야기를 다루고 있다. 백두산 태생으로 나는 듯이 걸음이 빠른 황천왕동은 매부인 임꺽정의 집에서 장기로 소일하던 중, 장기의 명수 봉산 백이방을 찾아 나섰다가 천하일색인 딸의 배필을 구하려는 백이방의 까다로운 취재를 통과하여 장가를 들고 그 덕분에 봉산에서 장교가 된다.
제5장 배돌석이에서는 배돌석이의 이야기를 다루고 있다. 김해 역졸의 아들로 태어나 비참한 생활을 전전하던 배돌석은 뛰어난 솜씨의 돌팔매로 호랑이를 잡은 덕분에 경천역 역졸이 되고, 호환으로 과부가 된 여자를 재취로 맞은 데다가 황천왕동이와 친해져 자주 내왕을 하게 된다. 그러던 중 부정한 아내를 살해하고 도망하다 체포되었으나, 때마침 황천왕동이에게 와 있던 박유복이 구해주어 청석골로 도피하고, 황천왕동은 이에 연루되어 제주도로 귀양을 가게 된다.
제6장 이봉학이에서는 이봉학의 이야기를 다루고 있다. 왜변 후 전라감사로 부임한 이윤경의 휘하에서 비장이 된 이봉학은 왜선을 퇴치하는 등의 공로로 제주의 정의 현감으로 승진한 위, 전주에서 사랑을 맺은 기생 계향을 부실로 맞아들여 행복한 나날을 보낸다. 그 후 한성 우윤이 된 이윤경의 주선으로 상경하여 오위부장이 되었다가, 우여곡절 끝에 결국은 임진별장으로 좌천된다.
제7장 서림편은 서림의 이야기를 다루고 있다. 아전 출신인 서림은 평양 감영 수지국 장사로서 진상품을 관장하였으나 본래 교활하여 자주 포흠을 내다가 들키자 도주하던 끝에 청석골 화적패를 만나게 된다. 그들에게 평양 진상 봉물의 내막을 알리고 계책을 내어 이를 탈취하게 하는 데 성공한 서림은 그 공로로 청석골의 두령이 된다.
제8장 결의에서는 양주 임꺽정의 집에 평양 진상 봉물이 있다는 것이 탄로나 가족들이 투옥되자, 임꺽정이 구하는 내용이 담겨 있다. 임꺽정은 청석골 두령들과 함께 가족들을 구해낸 뒤 화적패에 입당하고 뒤이어 사건에 연루된 임진별장 이봉학과 귀양에서 풀려난 황천왕동이도 이에 가담하게 된다. 청석골에 모인 일당은 아내를 데리러 간 길막봉이 투옥되자, 그를 구해낸 뒤, 칠장사에 들러 세상을 떠난 병해대사의 불상 앞에서 의형제를 맺는다.
화적편은 4권 분량으로 간행될 예정이었으나, 결국 마지막 권이 완성되지 못하여 그중 제 3권까지만 출간되었다. 이는 '청석골', '송악산', '소굴', '피리', '평산쌈', '구월산성'의 6장으로 구성되어 있다. 화적편은 임꺽정을 중심으로 한 화적패가 본격적으로 결성된 이후의 활동을 그린 것으로서, 작품 내에서 가장 핵심적인 위치를 차지하는 부분이다.
제1장 청석골에서 임꺽정은 청석골 화적패의 대장으로 추대된다. 그 후 상경하여 서울 와주 한온의 집에 머물면서 기생 소홍과 정을 맺고 빚에 몰린 양반의 딸 박씨를 구해내어 첩으로 삼는다. 게다가 원판서의 딸을 훔쳐내어 둘째 첩으로 삼고, 이웃의 사나운 과부 김씨와 싸운 끝에 그녀 역시 첩으로 삼고 지내다가 처자의 성화에 못 이겨 귀가하게 된다.
제2장에서는 송악산에서 일어난 사건을 그리고 있다. 송악산에서 송도 송악산에 단오굿 구경을 간 청석골 두령들은 그곳에서 납치당한 황천왕동의 아내를 구해낸 끝에 살인을 저질러 관군의 쫓김을 받게 된다. 드러나 서림의 계책으로 치성으로 와 있는 상궁을 인질로 삼고 시간을 끌다가 부하들을 거느리고 기세당당하게 진군한 임꺽정의 구원을 받아 위기를 모면한다.
제3장 소굴에서는 임꺽정 일행의 활약상을 그리고 있다. 임꺽정 일당은 가짜 금부도사 행세를 하며 봉산군수를 체포하려 한다든가, 신임군수의 도임 행차를 습격한다든다, 황해감사의 사촌을 자처하고 각 읍을 돌며 사기 행각을 벌이는 등으로 지방 관원들을 괴롭힌다. 그 후 상경한 임꺽정은 기생 소홍의 집으로 습격해 온 포교들을 물리치고 무사히 서울을 탈출하나, 그의 첩들은 체포되어 관비로 박히고 임꺽정을 따르려는 소홍은 그의 첩이 되어 청석골에서 지내게 된다.
제4장 피리에서는 단천령의 피리 솜씨가 주를 이룬다. 청석골을 지나다가 화적패에게 붙들린 종신 서자 단천령이 신기에 가까운 솜씨로 피리를 불러 그들을 감동시키자, 임꺽정은 그 보답으로 단천령이게 자신의 신표를 주어 다른 화적패의 습격을 받지 않도록 보호해준다.
제5장 평산쌈에서는 서림의 배반을 다룬다. 청석골 두령들은 신임 봉산군수를 살해하고자 평산 이춘동의 집에 머물면서 기회를 엿보던 중 서울에서 체포된 서림이 목숨을 보전하고자 그 계획을 자백하는 바람에 군읍 군사 오백여 명의 습격을 받게 되나 접전 끝에 이를 물리치고 무사히 청석골로 돌아오게 된다.
제6장 구월산성에서는 수세에 몰려 구월산으로 들어간 임꺽정 일당이 관군에게 저항하다가 포살되기까지의 이야기를 다룰 예정이었던 것으로 추측되나, 조선일보와 [조광]지를 통해 발표된 것은 일부에 불과하다. 
청석골 화적패를 소탕하고자 조정에서 관군을 파견한다는 소문 때문에 임꺽정 일당은 오가와 졸개들만을 남겨 주고 해주 재령으로 도피했으나, 거처가 옹색하여 다시 자모산성에 근거를 마련하고 지내게 된다. 한편 고집을 피워 청석골에 남은 오가가 죽은 아내만을 생각하며 적막하게 지내는 가운데 임꺽정에게서 버림을 받은 데다가 관군의 습격소식에 동요된 졸개들은 하나하나 청석골을 버리고 떠나간다는 데서 작품은 중단되고 있다